# 阿富汗什葉派伊斯蘭教

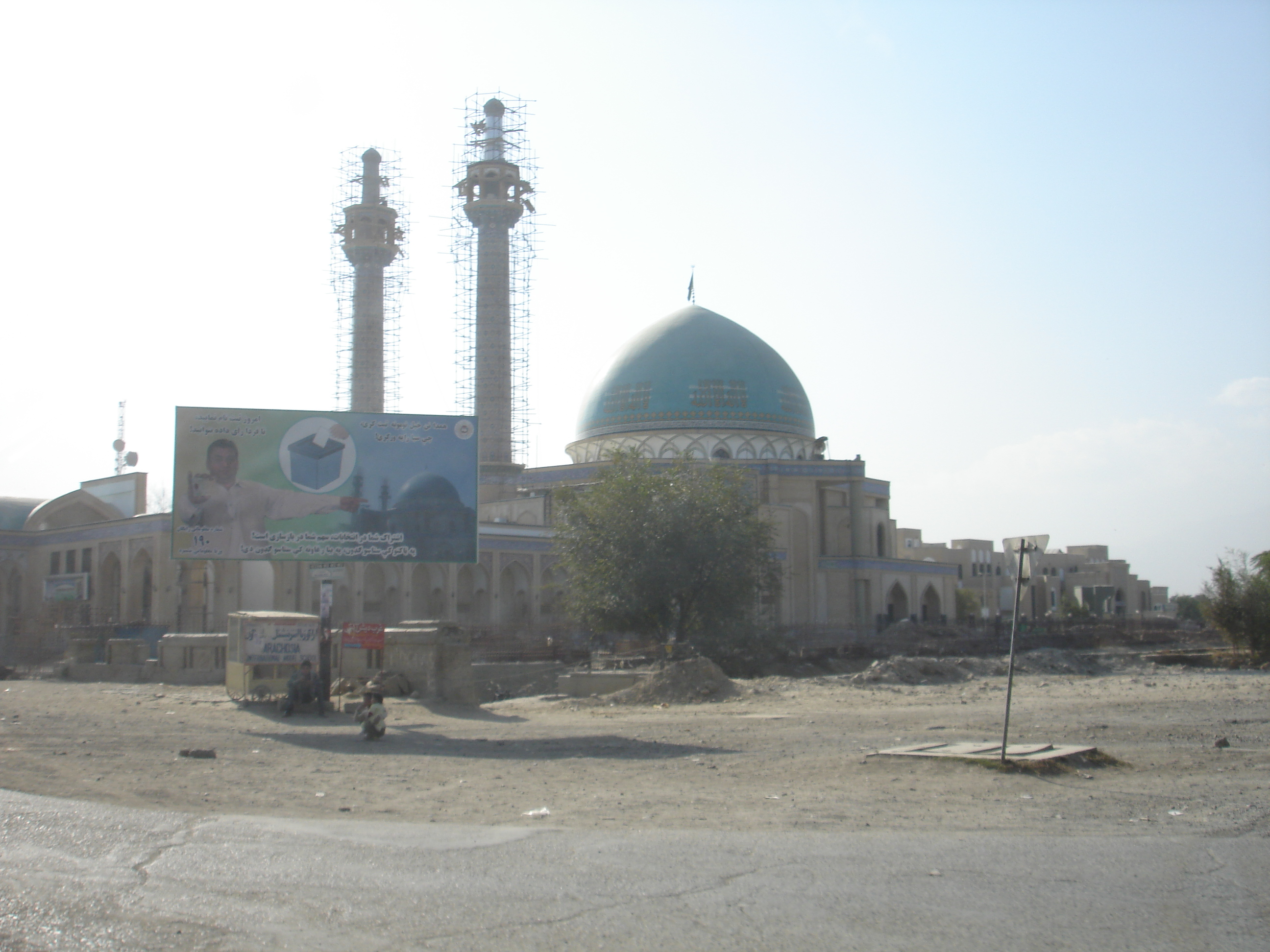
建於2008年在喀布爾，是阿富汗最大的什葉派清真寺

什葉派伊斯蘭教，在阿富汗佔穆斯林人口 30%，幾乎所有其餘人口實行伊斯蘭教遜尼派。阿富汗什葉派主要是十二伊瑪目派，而少數是伊斯瑪儀派。

## 十二伊瑪目派
阿富汗什葉派信徒多數是十二伊瑪目派，主要信徒是哈扎拉族。其次如一些小突厥民族如奇茲爾巴什和巴岳特。

## 伊斯瑪儀派
阿富汗什葉派的一個較小的部分是伊斯瑪儀派，主要信徒是帕米爾高原的民族，他們的精神領袖是阿迦汗。由於阿富汗的主體民族普什圖人一直是遜尼派信徒，什葉派哈扎拉人，歷史上一直受到歧視和被宣布為非穆斯林。